# Fărăgău
Fărăgău – wieś w Rumunii, w okręgu Marusza, w gminie Fărăgău. W 2011 roku liczyła 494 mieszkańców.